# Chuck Baldwin
Chuck Baldwin (ur. 3 maja 1952 w La Porte) – amerykański pastor baptystów i polityk związany z Partią Konstytucyjną i Amerykańską Partią Niezależnych. Prezenter radiowy i autor dwóch książek.

## Życiorys
Urodził się w 1952 roku w La Porte, w stanie Indiana. Przez dwa lata uczęszczał do Midwestern Baptist College w Pontiac, w stanie Michigan. Poznał tam Connie Kay Cole i poślubił ją 2 czerwca 1973 roku. Ukończył studia z dyplomem biblijnym na Liberty University w stanie Wirginia.
Następnie uzyskał tytuły Bachelor of Theology i Master of Theology w Christian Bible College w Karolinie Północnej. Otrzymał dwa tytuły doktora honoris causa – od Christian Bible College i Trinity Baptist College w Jacksonville na Florydzie.
22 czerwca 1975 został założycielem i pastorem Kościoła Baptystów Crossroad w Pensacola na Florydzie.
W 1980 roku zmienił przynależność z Partii Demokratycznej do Partii Republikańskiej. W 2000 roku Baldwin opuścił Partię Republikańską, argumentując, że kandydatura Busha – Cheneya jest zbyt liberalna. Zaczął prowadzić „Chuck Baldwin Live” – lokalny, codzienny, godzinny program radiowy na temat bieżących wydarzeń.
W 2008 roku był kandydatem Partii Konstytucyjnej na prezydenta Stanów Zjednoczonych. W dniu wyborów zdobył głosy 199 314 Amerykanów, czyli 0,15% głosów powszechnych.
W 2010 roku Baldwin wycofał się ze stanowiska pastora Kościoła Baptystów Crossroad i przeprowadził się do Flathead Valley, w Montanie, gdzie założył nowy kościół – Liberty Fellowship.

## Poglądy
Identyfikuje się jako antysyjonista, wierząc, że syjonizm jest głównym zagrożeniem dla Stanów Zjednoczonych. Uważa, że syjoniści kontrolują media, „główny nurt religii chrześcijańskiej i rząd Stanów Zjednoczonych” oraz, że syjonizm jest odpowiedzialny za bolączki społeczeństwa i kultury Stanów Zjednoczonych. Krytykował prezydenta Donalda Trumpa, nazywając go syjonistyczną marionetką.
Jest zagorzałym przeciwnikiem aborcji, za co krytykował Partię Republikańską: „Przez sześć lat nie zrobili nic, aby zakończyć aborcję na żądanie lub obalić Roe v. Wade”.
Uważa, że pandemia COVID-19 jest największą globalną mistyfikacją w historii, a wirus nie stanowi żadnego zagrożenia dla 99,9% populacji.